# BOM Cine
BOM Cine és un canal temàtic de televisió que emet a diferents comunitats autònomes d'Espanya a través de la TDT. El canal està present a Madrid, Andalusia, Regió de Múrcia, País Valencià, i fins al novembre de 2021, a Catalunya.
El 4 de novembre de 2019, el canal estava a punt a començar les seves transmissions a Catalunya, però van quedar a l'espera de l'autorització del Consell Audiovisual de Catalunya. Amb la negativa del Consell Audiovisual de Catalunya que BOM Cine pogués emetre en una freqüència autonòmica ja que no tenia seu a Catalunya el Grupo Godó i BOM Cine van arribar a un acord on el Grupo Godó propietari de les freqüències a Catalunya hi passava a gestionar BOM Cine. Finalment, el canal va començar les seves emissions a Catalunya el 16 de març de 2020.
El 30 d'agost de 2021 Emissions Digitals de Catalunya canvià de propietari, passant a ser del grup OC2022, que comportà que el canal fou substituït per Verdi Classics a finals de novembre de 2021.

## Idioma
Tot i que la llei obligava a través de l'article 86 de la llei 22/2005, de 29 de desembre, de la comunicació audiovisual de Catalunya i l'article 26 de la llei 1/1998, de 7 de gener, de Política Lingüística de Catalunya a Bom cine a emetre almenys el 50% de temps d'emissió en llengua catalana aquest mai ho va complir, ja que en tot el temps que ha estat emetent a Catalunya sol ha emès el 3,01% del temps en llengua catalana si sumen els 2 àudios que tenia.En l'àudio 1 sol va emetre en llengua catalana el 0,01% del temps mentre que en l'àudio 2 sol va emetre el 3,0% del temps en llengua catalana.Tot i que el CAC va deixar clar que havia de complir almenys amb un 50% de la seva programació en llengua catalana a dia d'avui no es coneix cap possible sanció per part del CAC a Emissions Digitals de Catalunya (EDICA) que és qui gestionava Bom Cine a Catalunya.
Al País Valencià, des de finals de desembre de 2020, BOM Cine emet algunes cortinetes, vídeos de promocions de pel·lícules i mosques de publicitat en valencià al seu canal, en el qual anteriorment emetia Las Provincias Televisión.